# Associazioni Calcio Riunite Messina
 (novembre 2022).
L’Associazioni Calcio Riunite Messina (plus souvent abrégée en ACR Messina ou simplement Messina) est le principal club italien de football basé à Messine. Le club évolue en 2022-2023 en Serie D.
Fondé en 1900 et plusieurs fois recréé, il obtient sa première promotion en Serie A dans les années 1960. Rétrogradé en Serie B après deux ans, il revient en Serie A en 2004 avant de replonger dans les divisions inférieures à partir de 2007. Au total, Messine a disputé 5 championnats de Serie A, où son meilleur placement a été une 7e place en 2004-2005, et 32 de Serie B.
En ce qui concerne les coupes nationales, ses meilleures performances sont des qualifications en huitièmes de finale de Coupe d'Italie en 2001-2002 et en demi-finale de Coppa Italia Serie C en 1998-1999.
L'équipe joue habituellement ses matches à domicile au Stade San Filippo même si de récurrents problèmes financiers et une descente de plusieurs divisions, ont récemment contraint le club à retourner jusqu'en 2010 dans son enceinte historique, le Stade Giovanni Celeste, qu'il avait quitté en 2004 seulement.

## Repères historiques
Le club est fondé sous le nom de « Football Club Messina » le 1er décembre 1900 par Alfredo Marangolo, de retour d'un séjour à Londres.

## Palmarès et résultats

### Palmarès
- Champion d'Italie Serie B (D2) : 1963[2].
- Champion d'Italie Serie C-B (D3-groupe B) : 1986.

### Bilan en championnats
| Championnat                     | Saisons | Première participation | Dernière participation |
| ------------------------------- | ------- | ---------------------- | ---------------------- |
| Premier niveau                  | 10      | 1921-1922              | 2006-2007              |
| Prima Divisione                 | 5       | 1921-1922              | 1925-1926              |
| Serie A                         | 5       | 1963-1964              | 2006-2007              |
| Deuxième niveau                 | 32      | 1932-1933              | 2007-2008              |
| Serie B                         | 32      | 1932-1933              | 2007-2008              |
| Troisième niveau                | 29      | 1926-1927              | 2016-2017              |
| Campionato Meridionale          | 1       | 1928-1929              | 1928-1929              |
| Seconda Divisione               | 2       | 1926-1927              | 1927-1928              |
| Prima Divisione                 | 3       | 1929-1930              | 1931-1932              |
| Serie C                         | 17      | 1938-1939              | 1976-1977              |
| Serie C1                        | 5       | 1983-1984              | 2000-2001              |
| Lega Pro                        | 3       | 2014-2015              | 2016-2017              |
| Quatrième niveau                | 12      | 1973-1974              | 2018-2019              |
| Serie D                         | 4       | 1973-1974              | 2018-2019              |
| Serie C2                        | 7       | 1978-1979              | 1999-2000              |
| Lega Pro Seconda Divisione      | 1       | 2013-2014              | 2013-2014              |
| Cinquième niveau                | 10      | 1993-1994              | 2012-2013              |
| Campionato Nazionale Dilettanti | 5       | 1993-1994              | 1997-1998              |
| Serie D                         | 5       | 2008-2009              | 2012-2013              |

Entre 1941 et 1944 aucune activité officielle à cause de la Seconde Guerre mondiale.

## Identité du club

### Changements de nom
- 1900-1910 : Messina Football Club
- 1910-1919 : Società Ginnastica Garibaldi
- 1919-1922 : Unione Sportiva Messinese
- 1922-1924 : Messina Football Club
- 1924-1928 : Unione Sportiva Messinese
- 1928-1941 : Associazione Calcio Messina
- 1941-1945 : Unione Sportiva Mario Passamonte
- 1945-1946 : Associazione Sportiva Messina
- 1946-1947 : Associazione Calcio Messina
- 1947-1997 : Associazione Calcio Riunite Messina
- 1997-2009 : Football Club Messina Peloro
- 2009-2014 : Associazione Calcio Rinascita Messina
- 2014- : Associazioni Calcio Riunite Messina

### Historique du logo

Ancien logo (années 2000)
Ancien logo (2013-2017)